# پیتر استبینگز
پیتر استِـبینگز (انگلیسی: Peter Stebbings؛ زادهٔ ۲۸ فوریهٔ ۱۹۷۱) بازیگر، کارگردان، تهیه‌کننده و فیلم‌نامه‌نویس اهل کانادا است. وی از سال ۱۹۸۹ میلادی تاکنون مشغول فعالیت بوده‌است.
از فیلم‌ها یا برنامه‌های تلویزیونی که وی در آن نقش داشته است، می‌توان به مدافع، کی-۱۹: بیوه‌کن، جدایی و فناناپذیران، پرسی و ماجراهای مرداک اشاره کرد